# Canon PowerShot G

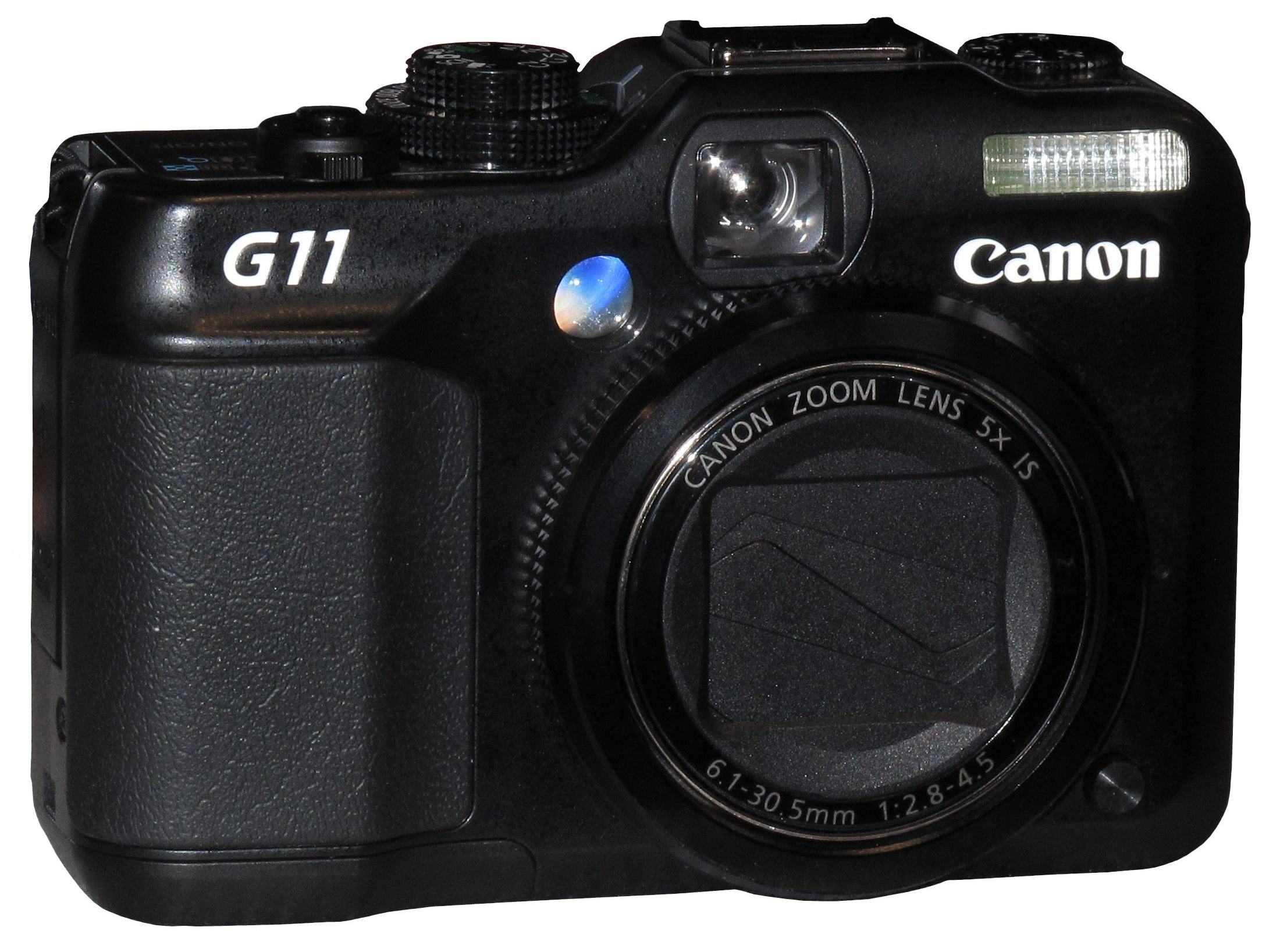
Powershot G11

Le gamma di fotocamere digitali compatte Canon PowerShot G prodotte da Canon sono destinate a fotografi amatoriali che desiderano maggiore flessibilità rispetto alla classica "punta e scatta" senza tuttavia avere il carico di una reflex.
Alcune caratteristiche sono comuni a questa serie, tra cui l'utilizzo di batterie agli ioni di litio, lo schermo LCD orientabile (G7, G9, G10, G15 e G16 hanno invece display fisso), il supporto del formato RAW (tutti i modelli tranne la G7), gli obiettivi con maggiore apertura di diaframma rispetto ai modelli PowerShot standard, un sensore più grande rispetto ai sensori montati sulla maggioranza delle fotocamere compatte, ed un'elettronica più veloce. Inoltre è presente in tutte le Powershot G una slitta per collegare flash esterni, compresi i flash della serie EX utilizzati nelle reflex Canon EOS.

## Modelli attuali
- Canon G1 X Mark II - Canon Italia, su canon.it.
- Canon G16 - Canon Italia, su canon.it.

## Modelli fuori produzione
- Canon G1 Info Canon USA, su consumer.usa.canon.com. URL consultato il 14 gennaio 2012 (archiviato dall'url originale il 6 marzo 2012).
- Canon G2 Info Canon USA, su consumer.usa.canon.com. URL consultato il 15 gennaio 2012 (archiviato dall'url originale il 10 gennaio 2012).
- Canon G3 Info Canon USA, su consumer.usa.canon.com.
- Canon G5 - Canon Italia, su canon.it.
- Canon G6 - Canon Italia, su canon.it.
- Canon PowerShot G7 – Canon Italia Ha vinto l'EISA 2007-2008 come miglior compatta avanzata
- Canon PowerShot G9 – Canon Italia, su canon.it.
- Canon PowerShot G10 – Canon Italia Ha vinto il TIPA 2009 come miglior fotocamera compatta per utenti esperti
- Canon PowerShot G11 – Canon Italia Ha vinto il TIPA 2010 come miglior fotocamera compatta per utenti esperti
- Canon PowerShot G12 – Canon Italia, su canon.it.
- Canon G1 X - Canon Italia Ha vinto il TIPA 2012 come miglior fotocamera compatta per utenti esperti
- Canon G15 - Canon Italia, su canon.it.
- Canon G16 - Canon Italia, su canon.it.

## Caratteristiche principali
| Modello | Data di distribuzione | Sensore                           | Obiettivo (35 mm equiv.) | Processore    | Display                                  | Memoria                            | Dimensioni W×H×D (mm) | Peso (solo corpo, g) | Foto  | Note |
| ------- | --------------------- | --------------------------------- | ------------------------ | ------------- | ---------------------------------------- | ---------------------------------- | --------------------- | -------------------- | ----- | --- |
| G1      | Settembre 2000        | 3,3 Mpx 2048 × 1536 px 1/1.8″ CCD | 34–102 mm (3×) f/2.0–2.5 |               | 1.8″ ad angolazione variabile            | CF                                 | 120 × 77 × 64         | 420                  |       | Primo modello della serie G |
| G2      | Agosto 2001           | 4 MP 2272 × 1704 px 1/1.8″ CCD    | 34–102 mm (3×) f/2.0–2.5 | 121 × 77 × 64 | 1.8″ ad angolazione variabile            | CF                                 | 510                   |                      | [ 3 ] | |
| G3      | Settembre 2002        | 4 MP 2272 × 1704 px 1/1.8″ CCD    | 35–140 mm (4×) f/2.0–3.0 | DIGIC         | 1.8″ ad angolazione variabile            | CF                                 | 121 × 74 × 70         | 481                  |       | Introduzione del processore DIGIC e del filtro ND |
| G5      | Giugno 2003           | 5 MP 2592 × 1944 px 1/1.8″ CCD    | 35–140 mm (4×) f/2.0–3.0 | DIGIC         | 1.8″ ad angolo variabile 118.000 px      | CF                                 | 121 × 74 × 70         | 481                  |       | [ 5 ] |
| G6      | Agosto 2004           | 7.1 MP 3072 × 2304 px 1/1.8″ CCD  | 35–140 mm (4×) f/2.0–3.0 | DIGIC         | 2.0″ ad angolo variabile 118.000 px      | CF                                 | 105 × 73 × 73         | 380                  |       | [ 6 ] |
| G7      | Settembre 2006        | 10 MP 3648 × 2736 px 1/1.8″ CCD   | 35–210 mm (6×) f/2.8–4.8 | DIGIC III     | 2.5″ fisso 207.000 px                    | SD, SDHC, MMC                      | 106 × 72 × 43         | 320                  |       | Introduzione del processore DIGIC III e di un nuovo obiettivo con stabilizzatore ottico e modalità macro da 1 cm. Sensibilità ISO massima 3200. Face detection auto focus. È la sola fotocamera della serie G a non avere il formato RAW. Non supporta le Compact Flash. |
| G9      | Agosto 2007           | 12,1 MP 4000 × 3000 px 1/1.7″ CCD | 35–210 mm (6×) f/2.8–4.8 | DIGIC III     | 3.0″ fisso 230.000 px                    | SD, SDHC, MMC                      | 106 × 72 × 43         | 320                  |       | Simile alla G7 con reintroduzione del RAW, migliore LCD e un nuovo sensore. |
| G10     | Ottobre 2008          | 14,7 MP 4416 × 3312 px 1/1.7″ CCD | 28–140 mm (5×) f/2.8–4.5 | DIGIC 4       | 3.0″ fisso 461.000 px                    | SD, SDHC, MMC, MMC+, HC MMC+       | 109 × 78 × 46         | 350                  |       | Introdotto il processore DIGIC 4 e riprogettato l'obiettivo grandangolare con un minore intervallo di zoom. Aumentata la risoluzione dello schermo LCD e del CCD. Maggiore capacità della batteria agli ioni di litio NB-7L.                                             |
| G11     | Ottobre 2009          | 10 MP 3648 × 2736 px 1/1.7″ CCD   | 28–140 mm (5×) f/2.8–4.5 | DIGIC 4       | 2.8″ ad angolazione variabile 461.000 px | SD, SDHC, MMC, MMC+, HC MMC+       | 112 × 76 × 48         | 355                  |       | Diminuita la risoluzione del CCD a 10 MP. Display ad angolo variabile, migliorato il controllo del rumore, nuova ghiera frontale. Sincronizzazione del flash sulla seconda tendina. Nessun telecomando.                                                                  |
| G12     | Settembre 2010        | 10 MP 3648 × 2736 px 1/1.7″ CCD   | 28–140 mm (5×) f/2.8–4.5 | DIGIC 4       | 2.8″ ad angolazione variabile 461.000 px | SD, SDHC, SDXC, MMC, MMC+, HC MMC+ | 112.1 × 76.2 × 48.3   | 351                  |       | Aggiunta registrazione video in HD 720p, controlli sul display e stabilizzatore Hybrid IS. |
| G1 X    | Gennaio 2012          | 14,3 MP 4352 × 2248 px 1.5″ CMOS  | 28–112 mm (4×) f/2.8–5.8 | DIGIC 5       | 3.0″ ad angolazione variabile 920.000 px | SD, SDHC, SDXC                     | 117 × 81 × 65         | 534                  |       | La prima PowerShot G con sensore CMOS. Introdotto il DIGIC 5 e riprogettato l'obiettivo 4×. Aggiunta registrazione video in full HD 1080p. |

### Da G1 a G6
Caratteristiche comuni delle prime serie G:
- Obiettivo luminoso (F minimo di 2.0)
- LCD orientabile, piccolo LCD di stato sulla parte superiore della fotocamera
- Formato RAW
- Sensore CCD 1/1.8″
- Modalità manuale a priorità di tempi e a priorità di diaframma
- Bilanciamento del bianco personalizzato
- Flash incorporato
- Slitta per flash esterni
- Porta USB
- Slot per Compact Flash
- Possibilità di aggiungere un moltiplicatore di focale o un grandangolo opzionali
- Modalità di scatto analoga a quella delle Canon EOS che permette ai fotografi di impostare l'esposizione più adatta all'ambiente
- Telecomando a infrarossi
- Filtro ND (neutral density) integrato dalla G3 in poi
- Batteria Li-ion

### Dalla G7 alla G12

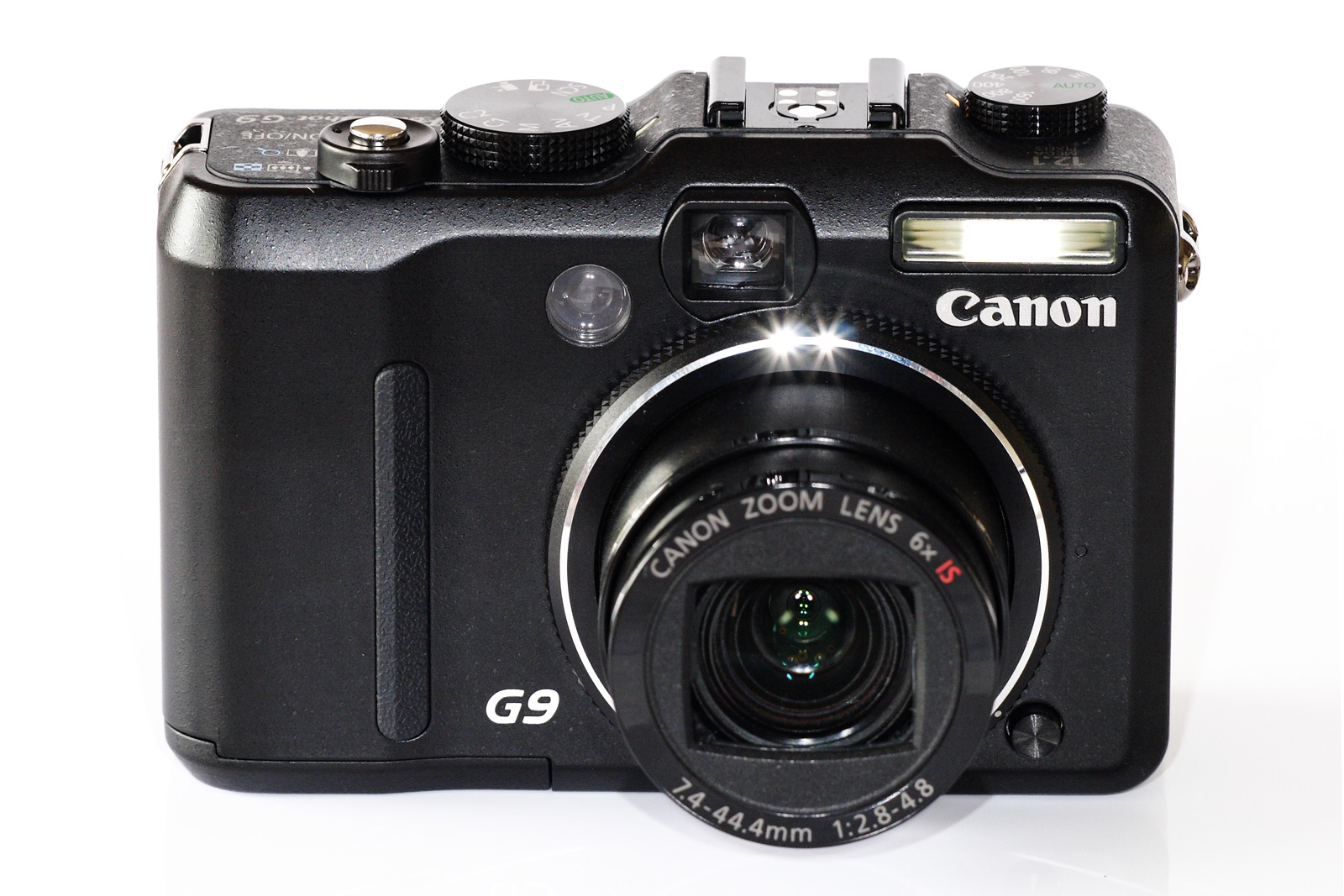
Canon Powershot G9

I precedenti modelli erano caratterizzati da un obiettivo molto luminoso, formato RAW e LCD orientabile. Segni distintivi modificati ed in parte rimossi nella G7. 
I maggiori cambiamenti dalla G7 riguardano:
- Introduzione di un obiettivo con apertura minima F di 2.8 invece del 2.0 tipico delle prime serie G. Sebbene leggermente più buio, in quest'obiettivo vengono aggiunti miglioramenti quali lo stabilizzatore ottico d'immagine, uno zoom 6× ed una modalità macro con distanza minima di messa a fuoco da 1 cm. L'obiettivo inoltre si ritrae completamente nel corpo della fotocamera.
- Schermo LCD fisso invece di quello orientabile. Il display fisso era precedentemente più grande (2,5″ contro 2,0″ della G6) e con un numero di pixel maggiori del 75%. Lo schermo orientabile ritornerà poi con la G11 (vedere sotto)
- Rimozione del supporto per formato RAW che verrà subito ripristinato nella versione successiva, la G9
- Nessun telecomando a infrarossi
- Passaggio da memoria CompactFlash a SDHC
- Corpo nero per lo più in metallo

Molti di questi cambiamenti permisero alla G7 di essere più sottile dei precedenti modelli (ad es. lo spessore della G7 è di 4,25 cm contro i 7,3 cm della G6) migliorandone la portabilità.
La decisione di rimuovere il supporto per il RAW fu pesantemente criticata. DPReview ha dichiarato di essere rimasta delusa dalla perdita del formato RAW, mentre Luminous Landscape ha affermato che con la rimozione del RAW le decisioni tecniche dovevano essere prese durante lo scatto invece che in post-produzione.
Il supporto RAW poteva essere attivato sulla G7 tramite l'installazione di un firmware non ufficiale distribuito gratuitamente.
La G9 fu messa in vendita nel 2007. Fra le sue caratteristiche ci fu il ripristino del formato RAW, uno schermo LCD più grande e un sensore CCD da 1/1.7″ piuttosto che l'1/1.8″ del precedente modello.
La G11, commercializzata nel 2009, reintroduce lo schermo LCD orientabile (2.8″), inoltre è caratterizzata da un sensore con minore risoluzione rispetto al suo predecessore, la G10, poiché i nuovi CCD hanno prestazioni ottimali in condizioni di luce scarsa con questa risoluzione. Ciò suggerisce che la G10 sia migliore della G11 se non si scatta frequentemente sopra i 200 ISO o sia necessario uno schermo orientabile.
La G12 è analoga alla G11 con l'introduzione della registrazione video in HD (720p), una nuova ghiera frontale analoga a quella presente nelle reflex Canon EOS per rendere più rapide le impostazioni manuali, lo stabilizzatore Hybrid IS per ridurre le vibrazioni negli scatti macro e la compatibilità con schede di memoria SDXC

### Nuova serie G X
Con la G1 X Canon inizia una nuova concezione di compatte per utenti avanzati che prendono in prestito sempre più caratteristiche dalle reflex digitali. 
La G1 X utilizza per la prima volta un sensore CMOS ad alta sensibilità da ben 1,5", il 20% più piccolo del sensore APS-C utilizzato nelle reflex e oltre 6 volte più grande del sensore presente sulla precedente G12. A questo si aggiunge, tra le principali innovazioni, il supporto RAW a 14 bit come quello delle EOS, registrazione video in Full HD, LCD orientabile da 920.000 px e sensibilità ISO fino a 12.800.

## Accessori

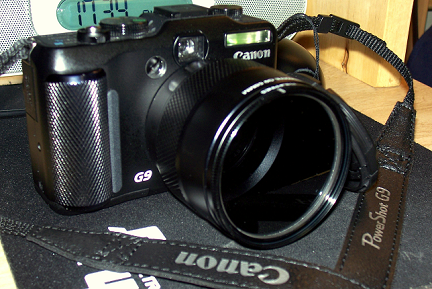
Canon Powershot G9 con accessori

La Canon e produttori di terze parti forniscono un adattatore, con una filettatura solitamente di 58 mm, che permette di utilizzare filtri, lenti close-up o aggiuntivi ottici quali i grandangolari e i moltiplicatori di focale. Dalla G7 in poi è presente un attacco intorno alla lente frontale per permettere l'aggiunta diretta di lenti e altri accessori.
Le Powershot G hanno una filettatura standard per montare il mono o il treppiede che può anche essere utilizzata per bracci o adattatori.
Con la slitta per flash esterni, le serie G possono accettare non solo flash compatibili, ma anche trigger wi-fi e vari cavi di connessione. Tuttavia queste fotocamere sono sensibili al voltaggio prodotto da certe unità flash in particolare di vecchia progettazione. Canon raccomanda che il voltaggio massimo sia inferiore a 6 volt per ogni flash o altro accessorio attaccato sull'innesco.
La compatibilità con il flash è un po' un problema con la serie G. I flash Canon EX sono compatibili, ma potrebbero non funzionare in tutte le loro caratteristiche. In particolare, quando la Powershot G è in modalità manuale lo è anche il flash esterno, cioè il controllo ETTL non è operativo.

## Uso nel giornalismo
La serie G è stata qualche volta usata dai fotoreporter, ad esempio John D McHugh ha utilizzato la G12 per le sommosse popolari in Bahrain del 2011.